# Kountori
Kountori est l'un des sept arrondissements de la commune de Cobly dans le département de l'Atacora au Bénin.

## Géographie
L'arrondissement de Kountori est situé au nord-ouest du Bénin et compte 8 villages que sont Kountori, Kpetissohoun, Namoutchaga, Okpintouhoun, Oroukouare, Otanonhoun, Sinni et Tarpingou.

## Démographie
Selon le recensement de la population de 2013 conduit par l'Institut national de la statistique et de l'analyse économique (INSAE), Kountori compte 16769 habitants .